# Schenkia graminicola
Schenkia graminicola är en stekelart som först beskrevs av Johann Ludwig Christian Gravenhorst 1829.  Schenkia graminicola ingår i släktet Schenkia och familjen brokparasitsteklar. Arten är reproducerande i Sverige. Inga underarter finns listade i Catalogue of Life.